# Bergeijk
Bergeijk és un municipi de la província del Brabant del Nord, al sud dels Països Baixos. L'1 de gener del 2009 tenia 18.080 habitants repartits sobre una superfície de 101,79 km² (dels quals 0,74 km² corresponen a aigua). Limita al nord amb Bladel, Veldhoven, Eersel i Waalre, a l'oest amb Mol, a l'est amb Valkenswaard i al sud amb Lommel.

## Centres de població
- Bergeijk-dorp (inclòs Hof-bij-Bergeijk): 8.826 h.
- Loo: 1.195 h.
- Luyksgestel: 2.987 h.
- Riethoven i Walik: 2.386 h.
- Weebosch: 692 h.
- Westerhoven: 2.003 h.

## Ajuntament
- CDA 8 regidors
- LPB 4 regidors
- PvdA, 3 regidors
- VVD 2 regidors